# Erosione (morfologia)
L'erosione è uno delle due fondamentali operazioni della morfologia matematica (l'altra è la dilatazione) ed è espressa dal simbolo {\displaystyle \ominus }. L'operazione utilizza un elemento strutturante per l'erosione dell'immagine in input.

## Erosione binaria
Nella morfologia binaria possiamo vedere l'immagine A come un sottospazio di {\displaystyle \mathbb {R} ^{2}} o come una griglia di interi in {\displaystyle \mathbb {Z} ^{2}}, il sottospazio è quindi composto da solo e soltanto i punti dell'immagine a valore 1, l'operazione di erosione crea quindi un nuovo sottospazio utilizzando un elemento strutturante B.
Sia quindi {\displaystyle E} uno spazio euclideo tale che {\displaystyle E^{2}} rappresenti un'immagine in due dimensioni il sottospazio definito dall'erosione è definito così:
{\displaystyle A\ominus B=\{z\in E^{2}:B_{Z}\subseteq A\}}
L'erosione ritorna quindi solo e soltanto quei punti dove l'intero elemento strutturante è interamente contenuto all'interno dell'immagine.

### Esempio
Sia A un'immagine binaria 6x6 e B un elemento strutturante 3x3 a forma di croce con centro nel mezzo
```
1 0 0 0 0 0
0 1 1 0 0 0       0 1 0
0 1 1 1 0 0	  1 1 1
0 1 1 1 1 1	  0 1 0
0 1 1 1 0 1
0 1 1 1 0 1
```

Il risultato che si ottiene con l'erosione è:
```
0 0 0 0 0 0
0 0 0 0 0 0
0 0 1 0 0 0 
0 0 1 1 0 0
0 0 1 0 0 0
0 0 0 0 0 0
```